# Slender Man
Slender Man är en fiktiv figur skapad av Victor Surge, pseudonym för Eric Knudsen, i juni 2009. Slender Man brukar framställas som en mager och onaturligt lång man med ett formlöst, vitt ansikte och iklädd svart kostym. Slender Man brukar enligt historierna förfölja, kidnappa eller traumatisera människor, oftast barn. Slender Man är inte bunden till någon speciell historia men förekommer i en del spel och i viss skönlitteratur.